# Man vs. Bee
Man vs. Bee ist eine britische Comedyserie von und mit Rowan Atkinson in der Hauptrolle, in der er einen Mann spielt, der während eines Hausbesuchs wegen einer lästigen Hummel ein Luxushaus zerstört. Produziert wurde die Serie die von HouseSitter Productions für Netflix. Die erste Staffel wurde am 24. Juni 2022 weltweit veröffentlicht.

## Handlung
Der Familienvater Trevor ist als Housesitter für ein Ehepaar im Dienst, dessen luxuriöses Haus er während dessen Abwesenheit bewohnen soll. Ihm wird dabei von einer Hummel ein Strich durch die Rechnung gemacht, die ihn immer wieder neu herausfordert. Aufgrund der dadurch ausgelösten Missgeschicke findet sich Trevor vor Gericht wieder, obwohl er eigentlich mit diesem Job nur seine Tochter glücklich machen wollte.

## Besetzung und Synchronisation
Die deutschsprachige Synchronisation entstand nach den Dialogbüchern von Jakob Balogh unter der Dialogregie von Frank Muth durch die Synchronfirma Iyuno Germany in Berlin.
| Rolle                   | Schauspieler      | Deutscher Synchronsprecher |
| ----------------------- | ----------------- | -------------------------- |
| Trevor                  | Rowan Atkinson    | Lutz Mackensy              |
| Nina, Hausbesitzerin    | Jing Lusi         | Uschi Hugo                 |
| Christian, Hausbesitzer | Julian Rhind-Tutt | Jaron Löwenberg            |
| Jess, Trevors Ex-Frau   | Claudie Blakley   | Eva Ehrhorn                |
| Maddy, Trevors Tochter  | India Fowler      | Valentina Bonalana         |
| Polizist                | Tom Basden        | Dirk Stollberg             |
| Gärtner                 | Greg McHugh       |                            |

## Hintergrund
Die Serie wurde innerhalb von zwölf Wochen ausschließlich in den Bovingdon Studios in Hertfordshire gedreht. Die Dreharbeiten seien unter den Bedingungen der COVID-19-Pandemie sehr schwierig gewesen, so Hauptdarsteller Rowan Atkinson, und hätten aufgrund von SARS-CoV-2-Infektionen für zwei Wochen unterbrochen werden müssen.

## Episodenliste
| Nr. | Deutscher Titel | Originaltitel |
| --- | --------------- | ------------- |
| 1 | Kapitel 1       | Chapter 1     |
| In einer Rahmenhandlung steht der Housesitter Trevor wegen vierzehn Delikten vor Gericht. In einem Rückblick schildert er, wie er in das luxuriöse Haus des Paares Nina und Christian kam, auf das er während ihres Urlaubs aufpassen soll. Er hofft, damit einen Urlaub mit seiner Tochter zu finanzieren. Eine Hummel folgt ihm dicht auf den Fersen – und der Kampf beginnt. |                 |               |
| 2 | Kapitel 2       | Chapter 2     |
| 3 | Kapitel 3       | Chapter 3     |
| 4 | Kapitel 4       | Chapter 4     |
| 5 | Kapitel 5       | Chapter 5     |
| 6 | Kapitel 6       | Chapter 6     |
| 7 | Kapitel 7       | Chapter 7     |
| Die von Trevor unwissentlich in der Bibliothek des Hauses eingesperrten Verbrecher werden von der Polizei verhaftet. Trevor muss Cupcake zum Tierarzt bringen, nachdem seine Bienenfalle nicht wie geplant funktioniert hat und er den Hund dabei versehentlich vergiftet hat. |                 |               |
| 8 | Kapitel 8       | Chapter 8     |
| 9 | Kapitel 9       | Chapter 9     |
| Während Nina und Christian auf dem Weg nach Hause sind, verfolgt Trevor seinen unerbittlichen Rivalen mit Feuereifer. Als das Ehepaar eintrifft, findet gerade eine große Explosion statt, durch die Cupcake erneut verletzt wird, und Trevor jagt mit einem Flammenwerfer nach der Biene. In dem Gerichtsprozess wird Trevor schließlich zu drei Jahren Freiheitsstrafe verurteilt. Im Gefängnis trifft er zufällig auf die drei Einbrecher und findet heraus, dass diese von Christian dazu engagiert wurden, die Gemälde – bei denen es sich um aufwendige Kunstfälschungen handelt – zu stehlen. Christian wird wegen Versicherungsbetruges verhaftet und Trevor aus Dank vorzeitig aus dem Gefängnis entlassen. Zuletzt sieht man ihn bei einem Campingurlaub, bei dem er aber erneut von der Hummel verfolgt wird. |                 |               |
| Am 24. Juni 2022 wurden alle Folgen der Serie auf Netflix veröffentlicht. |                 |               |

## Rezeption

### Zuschauerzahl
Die Serie wurde am Eröffnungswochenende 18,2 Millionen Stunden lang angesehen und belegte in der Woche bis zum 26. Juni 2022 weltweit den zehnten Platz auf Netflix. Bis zum 3. Juli 2022 wurde die Serie 25,4 Millionen Stunden lang angeschaut und erreichte in der Vorwoche weltweit den siebten Platz auf Netflix.

### Rezensionen
Auf der Rezensions-Aggregator-Website Rotten Tomatoes sind 71 % der 21 Kritiken positiv, mit einer durchschnittlichen Bewertung von 5,9/10. Metacritic, das einen gewichteten Durchschnitt verwendet, vergab der Serie basierend auf sechs Kritikern eine Punktzahl von 69 von 100, was auf „allgemein positive Rezensionen“ hinweist.
Atkinsons Leistung wurde von Kritikern gelobt. Stuart Jeffries von The Guardian argumentierte, Atkinson sei „in allen neun Episoden absichtlich lustig“ gewesen. James Hibbs von RadioTimes argumentierte, dass er „nicht von seinem Markenzeichen, den erschütternden Slapstick-Hijinks, abweicht“ und dass er „es besser macht als jeder andere“. Anita Singh von The Telegraph sagte, er habe „nichts von seinem Können verloren“. Joel Keller von Decider argumentierte: „Diese Serie stellt alle Fähigkeiten zur Schau, die seine Karriere so erfolgreich gemacht haben“ und „die Zeiten, in denen Atkinson sehr körperlich aktiv wird“, seien ein Highlight. Ben Dowell von The Times beschrieb Atkinsons Auftritt als „beruhigend vertraut“ und „souverän geschickt, wie man es erwarten würde“, aber weniger erfreulich dabei zuzusehen, wie Dinge vermasselt werden, als es Mr. Bean sein kann. Steve Bennett von Chortle sagte: „Atkinson bleibt ein Meister dieses Genres.“
Allerdings argumentierte Imogen West-Knights von New Statesman, dass Atkinson in Man vs. Bee nicht „die mulmigen Freuden von Bean“ erreicht. Hibbs von RadioTimes kritisierte, dass die Serie zu lang sei und in der Mitte einschläfernd sei. West-Knights kritisierte ebenfalls das Veröffentlichungsformat. Vicky Jessop von Evening Standard argumentierte, dass die Handlung am Ende der ersten Episode nachlässt und die anderen zu lang seien. Jeffries und West-Knights kritisierten die mangelnde Charakterisierung der Biene. Jeffries, Sean O’Grady von The Independent und Camilla Long von The Times kritisierten die Produktplatzierung.